# Ricola
Die Ricola AG ist ein Schweizer Hersteller von Kräuterbonbons, -perlen, -pastillen, Instant- und Beuteltees mit Sitz im basellandschaftlichen Laufen und Tochtergesellschaften in Italien, Grossbritannien, Asien und den USA. Das Unternehmen exportiert nach eigenen Angaben in rund 45 Länder in Europa, Asien und Nordamerika.
Ricola ist ein Familienunternehmen im Besitz der Familie Richterich; Präsident des Verwaltungsrates ist Felix Richterich. Ende November 2011 übernahm er auch das Amt des Geschäftsleiters, bis er ab Mai 2019 durch Thomas Meier abgelöst wurde. Das operative Management der Ricola Group AG liegt seither vollständig in den Händen von Führungspersönlichkeiten, die nicht der Eigentümerfamilie angehören.
Von 2014 bis Ende 2018 war Eva Richterich, Tochter von Alfred Richterich, als Vizepräsidentin des Verwaltungsrates von Ricola tätig. Mit ihrem Eintritt in die Geschäftsleitung der Ricola Group AG schied Eva Richterich Ende 2018 aus dem Verwaltungsrat aus. Auf Ende 2020 verliess Eva Richterich das Group Management und widmete sich ihrer strategischen Rolle als Verwaltungsrätin der Ricola Familienholding AG. Nach einigen Jahren in der operativen Führung wurde Raphael Richterich, der Sohn von Felix Richterich und Vertreter der vierten Familiengeneration, 2018 in den Verwaltungsrat der Ricola Group AG gewählt, deren Vizepräsidium er 2019 übernahm.
Ricola ist Mitglied bei der Interessengemeinschaft Tee, Gewürze und verwandte Produkte (IGTG).

## Geschichte
Im Jahre 1930 gründete der Bäckermeister Emil Richterich in seinem Geburtsort Laufen, einem Landstädtchen in der Nähe von Basel, die Confiseriefabrik Richterich & Compagnie (Richterich & Co., Laufen). Zusammen mit seinen Mitarbeitern entwickelte er in der Folge zahlreiche Bonbonspezialitäten, die er in der Region verkaufte.
Emil Richterich beschäftigte sich intensiv mit der Heilkraft von Kräutern und mischte 1940 zum ersten Mal die heute noch verwendete Rezeptur aus 13 Kräutern für den Schweizer Kräuterzucker. Bis heute ist die einzigartige Mischung nahezu unverändert die Basis für die Ricola-Produkte.
Im Jahr 1960 begann Ricola, die Bonbons auch ins Ausland zu exportieren. Wegen des anhaltenden Erfolgs investierte das Unternehmen in eine vollautomatische Produktionsanlage, die 1967 in Betrieb ging. Ab 1970 expandierte Ricola nach Japan, Hongkong, Singapur und in die USA. 1985 begann die Zusammenarbeit mit Schweizer Bauern zum naturgemässen Anbau von Kräutern nach den Standards von Bio Suisse. Für die rasche Expansion mitverantwortlich war der spätere Nationalrat Rudolf Imhof als Produktionsleiter.
1987 übernahm die Klosterfrau Healthcare Group den Vertrieb der Ricola-Produkte in Deutschland. 2019 wechselte der Vertrieb in Deutschland zu CFP Brands, ein Joint Venture, an dem Ricola beteiligt ist. Zuerst arbeitete CFP mit Queisser zusammen, 2023 wurde die Kooperation jedoch beendet und Marvecs wurde neuer Partner.
1992 wurde die Süsswarenproduzentin Disch aus Othmarsingen übernommen, welche 2015 an die Beteiligungsgesellschaft Alrupa Finanz Holding veräussert wurde. Disch produziert die zu Ricola gehörenden Marken Sportmint und Mocken.
2006 nahm das Unternehmen eine hochmoderne Bonbonfabrik in Laufen in Betrieb und 2014 wurde gleichenorts das neue Fabrikationsgebäude "Kräuterzentrum" in Betrieb genommen. Es besteht aus Lehm und ist das grösste Lehmhaus Europas. Entwickelt wurde die Konstruktion vom österreichischen Keramiker und Lehmbaupionier Martin Rauch, die Architekten waren Herzog & de Meuron.
In Paris eröffnete das Unternehmen 2022 das erste Ricola-Geschäft, in dem auch eigene Bonbons hergestellt werden können. Im März 2023 folgte in Laufen der "Erlebnisshop", das erste eigene Geschäft in der Schweiz. 2023 haben Ricola und IP-Suisse im Beisein von Schweizer Zucker eine langfristige Partnerschaft abgeschlossen mit dem Ziel, künftig beim Anbau der Zuckerrüben auf den Einsatz von Fungiziden und Insektiziden zu verzichten, nicht jedoch auf Herbizide.
Im Dezember 2023 wurde Ricola eine zertifizierte B Corporation. Das spiegelt das langjährige Engagement von Ricola für Umweltschutz und soziale Verantwortung, das im Einklang mit den Werten des Familienunternehmens steht. Als B Corporation erfüllt Ricola nachweislich die hohen Standards der Non-Profit-Organisation B Lab in Bezug auf soziale und ökologische Auswirkungen, rechtliche Verpflichtung zu verantwortungsvollen Unternehmenspraktiken und öffentliche Transparenz.

## Name
Die Unternehmensbezeichnung Ricola ist ein Akronym und leitet sich aus den beiden ersten Buchstaben des Nachnamens des Gründers, des Worts Compagnie sowie den ersten beiden Buchstaben des Standortes her (Richterich Compagnie Laufen).

## Produkte

### Kräuterbonbons

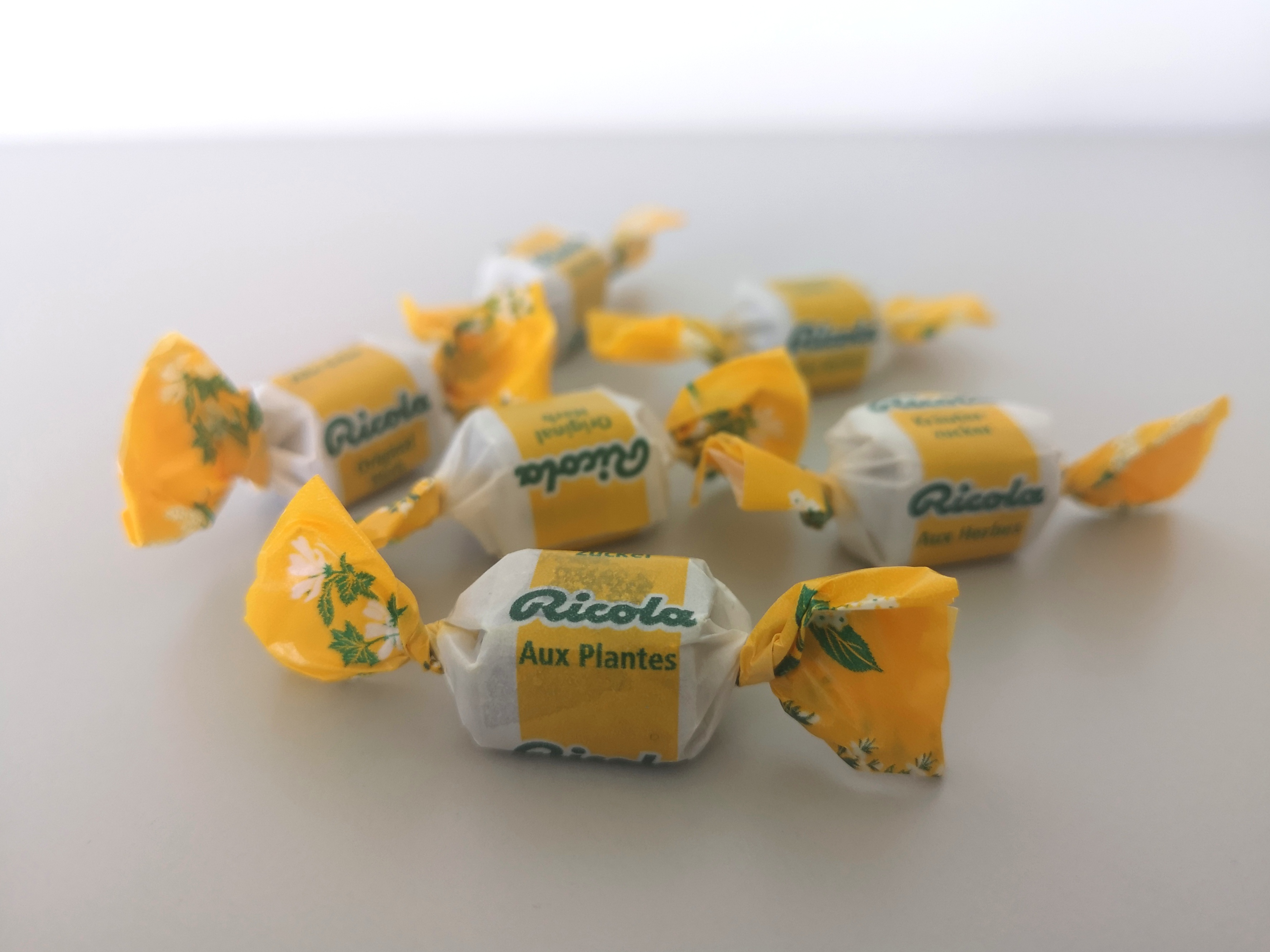
Ricola Original Kräuterzucker

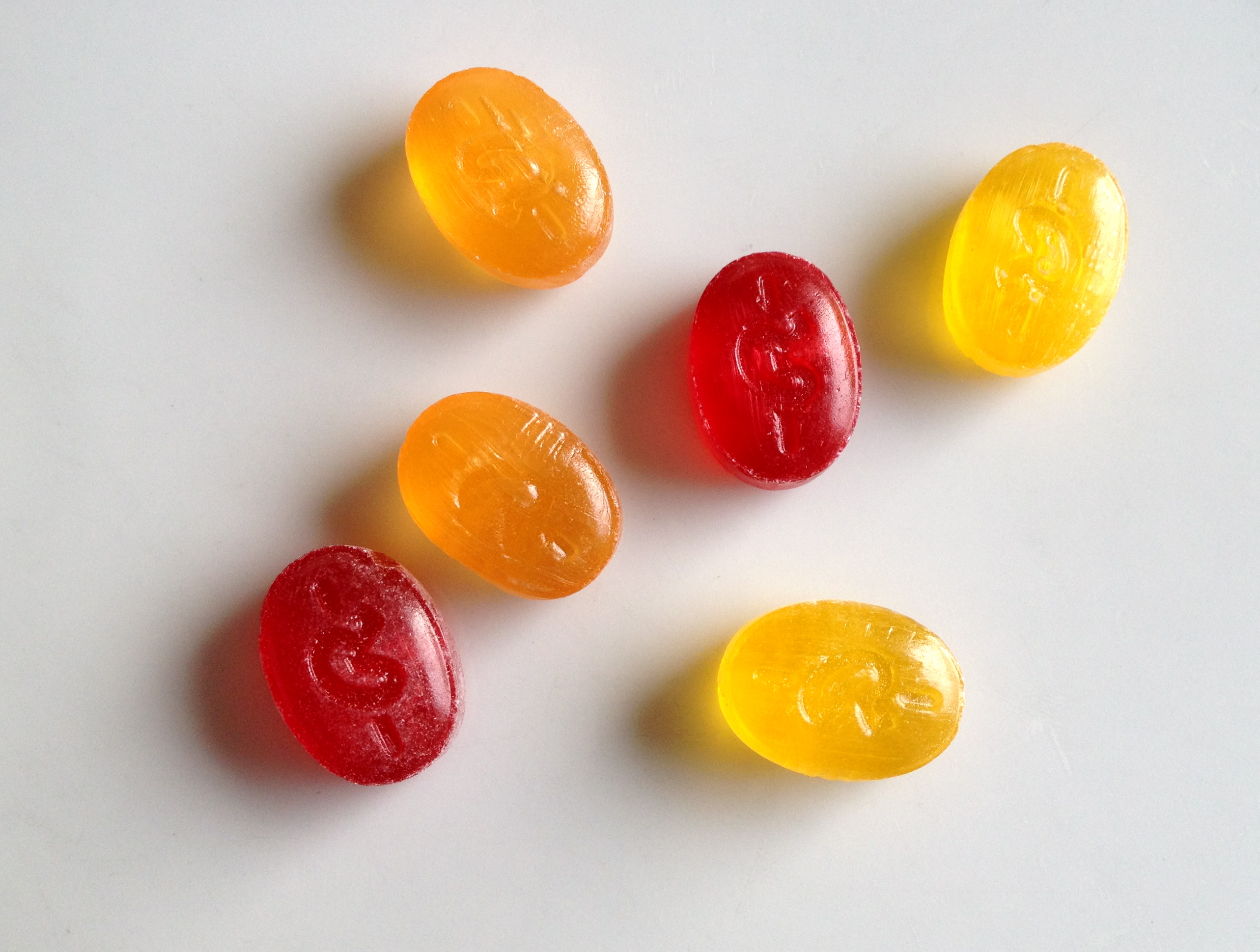
Ricola Bonbons

Kern des Produktangebots war über Jahrzehnte der Schweizer Kräuterzucker: ein Bonbon mit einer Mischung aus dreizehn Kräutern, die lindernd bei Heiserkeit, Halsschmerzen und Husten wirken sollen.
Verwendet werden Salbei, Spitzwegerich, Pfefferminze, Thymian, Schafgarbe, Ehrenpreis, Holunderblüten, Malve, Andorn, Schlüsselblume, Bibernelle, Frauenmantel, Eibisch.
Das Unternehmen bietet über 60 Sorten Kräuterbonbons an, die mit ätherischen Ölen, natürlichen Aromastoffen oder mit Vitamin C ergänzt werden. Sämtliche Ricola-Produkte werden in Laufen hergestellt, wo Ricola jährlich 7 Milliarden Bonbons produziert. Zu den in der Schweiz erhältlichen Varianten gehören Kräuter Original, Zitronenmelisse, Honig Kräuter, Orangen-Minze, Kräuter-Caramel, Honig Salbei, Echinacea Honig Zitrone, Cranberry, Mixed Berry, Salbei, Holunderblüten, Gletscherminze, Eucalyptus und Bergminze. Auch zuckerfreie Varianten sind erhältlich. Diese sind seit Anfang 2022 alle mit Steviolglykosiden aus der Stevia-Pflanze gesüsst. Die Ricola-Produkte sind zudem glutenfrei, halal und koscher. Das Produktsortiment wird auf jeden Markt einzeln abgestimmt. So sind bspw. in Deutschland und Nordamerika auch gefüllte Bonbons erhältlich. Basis aller Ricola-Produkte ist die 13-Kräuter-Mischung.

### Tee
Seit ca. 40 Jahren führt Ricola auch Instanttee, welcher heute in den Sorten Holunderblüte, Zitronenmelisse, Kräutertee und Gut' Nacht in der Schweiz erhältlich ist. 2007 wurden Beuteltees eingeführt. Heute sind in der Schweiz die Geschmacksrichtungen Kräuter und Zitronenmelisse erhältlich.

### Kräuteranbau
Die verwendeten Kräuter werden ausschliesslich nach biologischen Richtlinien in Schweizer Bergregionen (Wallis, Emmental, Puschlav, Jurasüdfuss, Zentralschweiz und Tessin) angebaut. Beim Kräuteranbau wird auf den Einsatz von Herbiziden oder Pestiziden verzichtet. Über 100 autonome Landwirtschaftsbetriebe stehen bei Ricola unter Vertrag. Diese bauen die Kräuter für die Ricola-Produkte auf einer Fläche an, die insgesamt 124 Fussballfeldern entspricht.

## Verschiedenes

### Ricola-Kräutergärten
Ricola verfügt über Schaugärten in Nenzlingen, auf dem Trogberg, in Kandersteg, Zermatt und Pontresina. Die Kräutergärten sind öffentlich zugänglich. Von Mai bis September können dort die 13 Ricola-Kräuter besichtigt und Interessantes über den Anbau der Kräuter gelernt werden.

### Ricola-Erlebnisweg Arosa
In einer Kooperation mit Arosa Tourismus hat Ricola im Jahr 2021 den Ricola-Erlebnisweg in Arosa eröffnet. Auf drei Kilometern vermittelt der Weg an zehn interaktiven Stationen Wissenswertes über Bienen, Kräuter und die Bonbonherstellung.

### Klage wegen Verbrauchertäuschung
In den USA wurden seit 2019 gegen Ricola wegen Verbrauchertäuschung Anklage erhoben. So erwecke die Verpackung den Eindruck, dass die Schweizer Kräuter die Halsschmerzen lindern würden, jedoch ist Menthol die alleinige Zutat mit dieser Wirkung. Mehrere Kläger forderten 5 Millionen Dollar Schadensersatz. Ricola hielt dagegen, «jederzeit sämtliche Vorschriften korrekt eingehalten zu haben». Die Klagen wurden 2024 abgewiesen.

### Karaoke-Gondeln
Im Dezember 2023 führte Ricola zwei Karaoke-Gondeln für die Winter-Saison bei der Schweizer Grindelwald-Männlichen Gondelbahn ein. Die Gondeln hatten Platz für acht Personen und es standen 36 Lieder zur Auswahl.

## Werbung
1980 wurde der bis heute verwendete Jingle für Ricola eingeführt. In den Werbespots singt unter anderen Ramona Pringle, in manchen Spots Heidi darstellend, das charakteristische RI-CO-LA.
1998 wurde der erste Spot der Werbekampagne mit dem Slogan Wer hat’s erfunden? ausgestrahlt. Die Spots wurden in Finnland (1998), Australien (1998), England (1999), Mexiko (2000), China (2004), Brasilien (2004) und Grönland (2008) realisiert. Darsteller war Erich Vock.

## Auszeichnungen
- «Most Trusted Brand» 2008–2015 in der Leserwahl von Reader’s Digest[35]
- «SwissAward 2010» Felix Richterich (VR-Präsident) wurde in der Kategorie Wirtschaft ausgezeichnet[36]
- Publikumspreis der Schweizer Verpackungsprämierung (2008)[35]
- «Top-Marke 2008» der Lebensmittelzeitung[35]
- «Superior Taste Award 2008» des International Taste and Quality Institute (iTQi) in Brüssel, Belgien[37]
- «EFFIE-Preis» (Goldmedaille) in Deutschland 2000 für die Ricola-Kampagne Finnland / Australien[38]
- Platz 1 der "Brand Reputation Study 2021"[39]

## Fabrikationsstätte

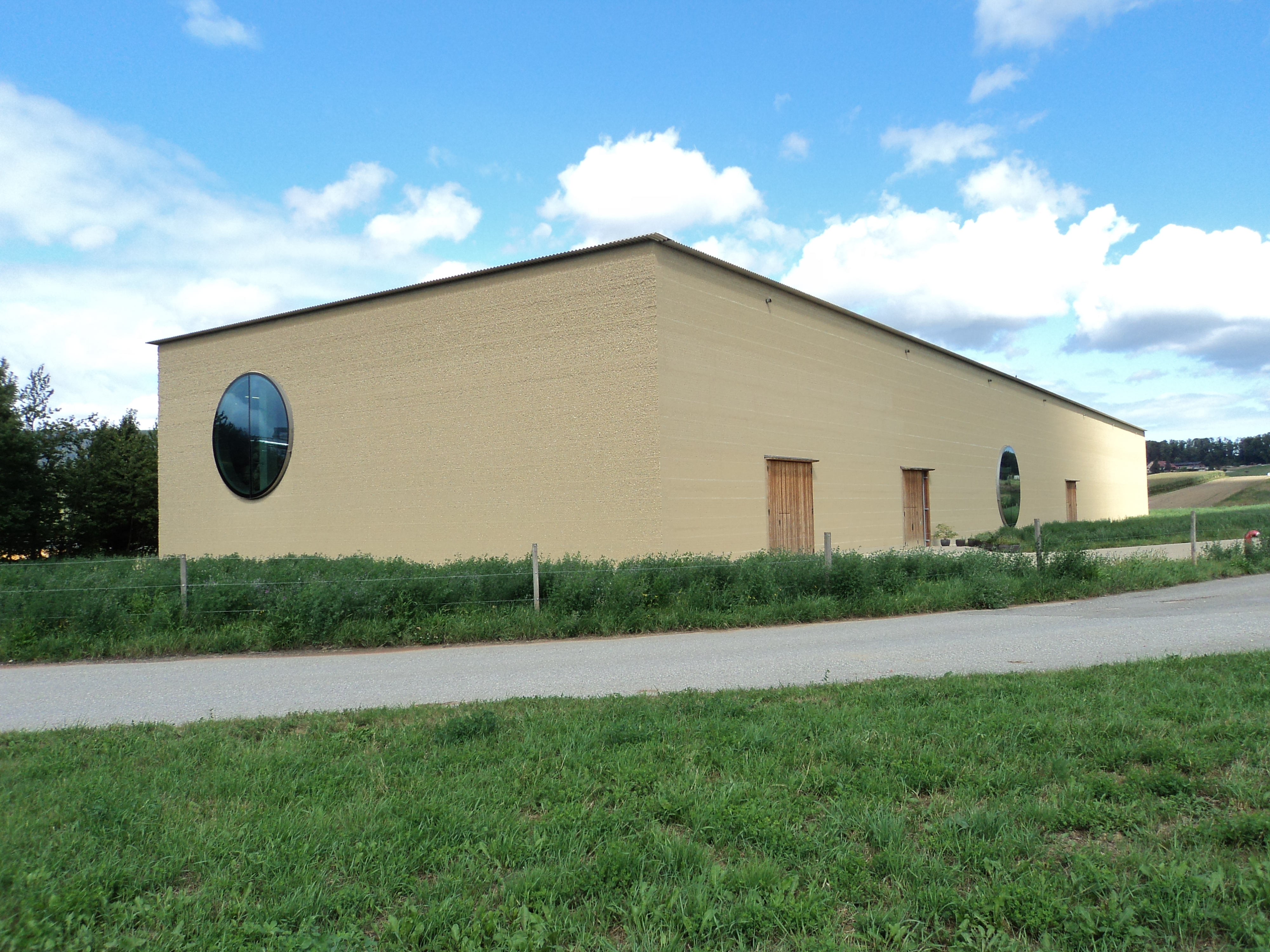
Ricola-Kräuterzentrum in Laufen (Wahlenstrasse 117), eines der grössten Gebäude aus Lehm. Gestaltet von Herzog & de Meuron.
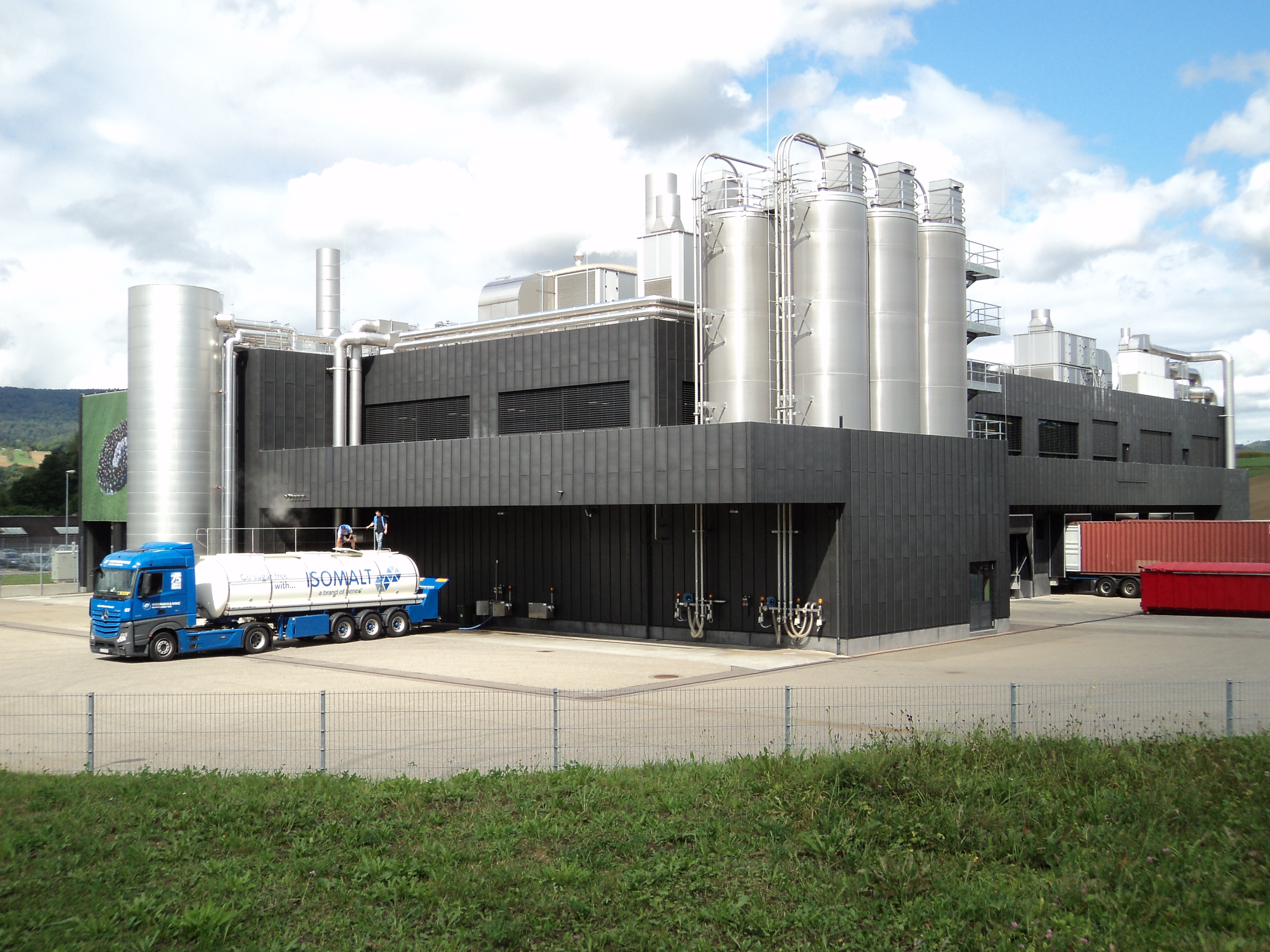
Kräuterzuckerfabrik in Laufen (Wahlenstrasse 103)